# Lina Sandell (skådespelare)
Karolina (Lina) Maria Sandell, född den 13 juli 1861 i Stockholm, död den 28 februari 1938 i Stockholm, var en svensk skådespelare. 
Sandell var elev vid Dramaten 1881–1882 och debuterade på Stora teatern i Göteborg 1884, där hon arbetade 1884–1885. Hon var aktiv vid Svenska teatern i Stockholm 1885–1887 och därefter vid Dramaten, där hon blev premiäraktris 1888. Hon var på Dramaten till 1898, var åter på Svenska teatern 1898–1907 och därefter åter på Dramaten 1907–1910.
Bland hennes roller fanns Genéviève i Victor Édouard Cadols De onyttige, titelrollen i Victorien Sardous Dora, Gurli i Anne Charlotte Lefflers En räddande ängel, Hedvig i Henrik Ibsens Vildanden, Kerttu i Minna Canths Arbetarens hustru, Elfrida i Askungen, Fanchon i George Sands Syrsan, Erik i Knut Gottlieb Michaelsons Unge grefven, Jane i Alexandre Dumas Damernas vän och Dorothea i August Blanches Herr Dardanell och hans upptåg på landet.
Åren 1888–1891 var hon gift med skådespelaren Oscar Bæckström.

## Teater

### Roller (ej komplett)
| År   | Roll                    | Produktion                                     | Regi                | Teater                     |
| ---- | ----------------------- | ---------------------------------------------- | ------------------- | -------------------------- |
| 1885 | Hedvig                  | Vildanden Henrik Ibsen                         | Konstantin Axelsson | Stora Teatern              |
| 1895 |                         | Unge grefven Knut Michaelson                   |                     | Dramatiska Teatern         |
| 1898 | Elina                   | Vid rikets port Knut Hamsun                    |                     | Svenska teatern, Stockholm |
| 1898 | Ofelia                  | Hamlet William Shakespeare                     |                     | Svenska teatern, Stockholm |
| 1899 | Gamla-Mor               | Stor-Klas och Lill-Klas Gustaf af Geijerstam   | Harald Molander     | Svenska teatern, Stockholm |
| 1899 | Luise, Gottliebs hustru | Vävarna Gerhart Hauptmann                      | Harald Molander     | Svenska teatern, Stockholm |
| 1899 |                         | Stora syster Jules Lemaître                    |                     | Svenska teatern, Stockholm |
| 1899 | Karin Månsdotter        | Erik XIV August Strindberg                     |                     | Svenska teatern, Stockholm |
| 1900 | Colombina               | Kung Harlekin Rudolf Lothar                    |                     | Svenska teatern, Stockholm |
| 1900 |                         | Lavendel Arthur Wing Pinero                    |                     | Svenska teatern, Stockholm |
| 1900 |                         | En lyckoriddare Harald Molander                |                     | Svenska teatern, Stockholm |
| 1900 |                         | Provkandidaten Max Dreyer                      |                     | Svenska teatern, Stockholm |
| 1901 | Landstrykarens dotter   | Midsommareld Hermann Sudermann                 |                     | Svenska teatern, Stockholm |
| 1905 | Fru Dag                 | Daglannet Björnstjerne Björnson                |                     | Svenska teatern, Stockholm |
| 1905 | Yseult                  | Greven av Antwerpen Per Hallström              |                     | Svenska teatern, Stockholm |
| 1905 |                         | Agnete Amalie Skram                            |                     | Svenska teatern, Stockholm |
| 1906 |                         | Flyttfåglar Maurice Donnay och Lucien Descaves |                     | Svenska teatern, Stockholm |
| 1908 | Cathos                  | De löjliga preciöserna Molière                 | Emil Grandinson     | Dramaten                   |